# John Riley-Schofield
John Riley-Schofield (* 28. Juli 1954 in Bradford, Yorkshire, Großbritannien; † 12. September 2005 in Edwardsburg, Michigan) war ein britischer Opernsänger (Bariton).

## Leben
Riley-Schofield fing bereits mit neun Jahren mit Klavier- und Gesangsunterricht an. Er wurde mehrfach ausgezeichnet, beispielsweise von der University of Huddersfield, des Royal College of Music und der Royal Academy of Music. Er sang an der English National Opera in London und der De Nederlandse Opera in Amsterdam. Er wurde bekannt mit verschiedenen Werken von Bach, Händel, Mozart, Haydn, Elgar, Walton, Saint-Saens und Brahms.
Der englische Bariton war von 1986 bis 2001 Ensemblemitglied des Gelsenkirchener Musiktheaters im Revier. Seit 2002 unterrichtete er an der University of Notre Dame in den USA. Er dirigierte auch die „Notre Dame Opera“.
Riley-Schofield war verheiratet mit der Deutschen Britta Sporkmann. Er kam bei einem Autounfall ums Leben.